# Portret Ferdynanda VII (obraz Francisca Goi)

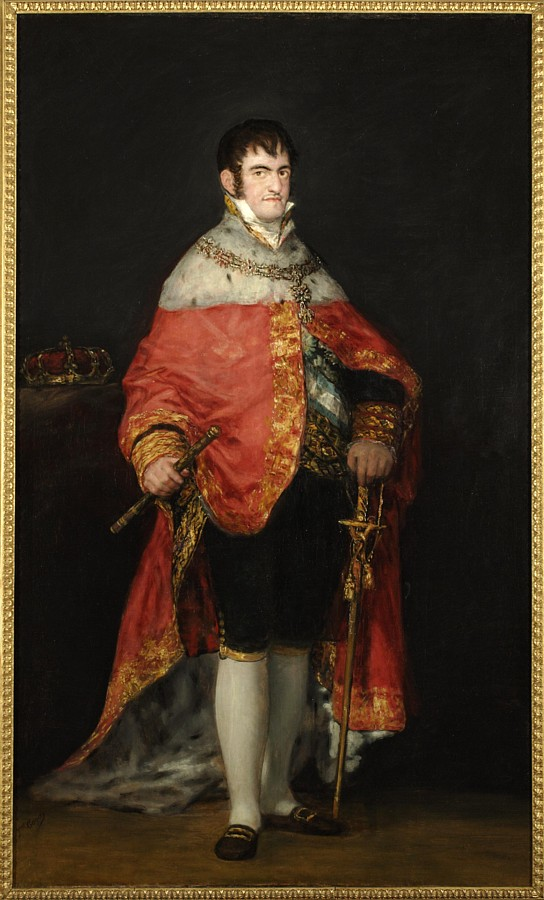
Ferdynand VII w płaszczu królewskim, 1815. Goya wykorzystywał te same szkice do namalowania różnych portretów króla

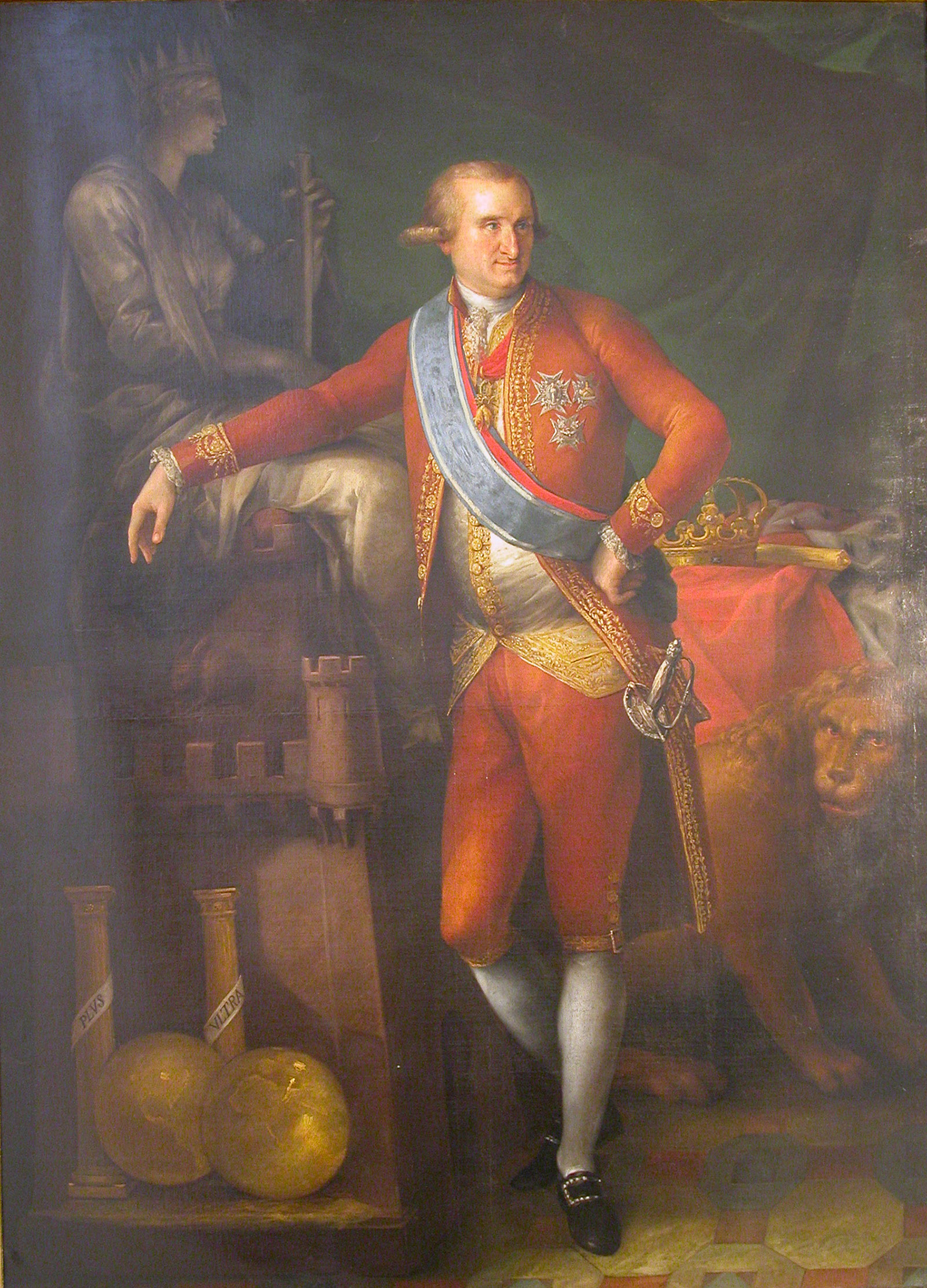
Zamówienie na portret Ferdynanda VII było prawdopodobnie inspirowane alegorycznym Portretem Karola IV pędzla Bernarda Martíneza del Barranco

Portret Ferdynanda VII (hiszp. Fernando VII) – obraz olejny hiszpańskiego malarza Francisca Goi przedstawiający króla Ferdynanda VII. Należy do kolekcji Muzeum Sztuki Nowoczesnej i Współczesnej Santanderu i Kantabrii.

## Ferdynand VII
Ferdynand VII (1784–1833) był synem hiszpańskiego króla Karola IV Burbona i Marii Ludwiki Burbon-Parmeńskiej. Jako książę i następca nie sprawował żadnej władzy, ponieważ para królewska faworyzowała sekretarza stanu Manuela Godoya i jemu powierzała najważniejsze obowiązki państwowe. Obawiając się o swoją sukcesję, Ferdynand spiskował przeciwko ojcu razem z liberałami przychylnymi Napoleonowi, spisek jednak wykryto, a księcia aresztowano. Również Godoy uważał Francję i Napoleona Bonapartego za sprzymierzeńca, lecz nie przewidział jego planu zajęcia Hiszpanii i wcielenia jej do cesarstwa. W 1808 roku, kiedy armia francuska zbliżała się do hiszpańskiej stolicy, wybuchły gwałtowne zamieszki skierowane przeciwko niepopularnemu i profrancuskiemu Godoyowi. Lud podżegany przez zwolenników księcia Ferdynanda wdarł się do pałacu w Aranjuez, letniej rezydencji królewskiej. W wyniku tych wydarzeń Karol IV zmuszony był abdykować na rzecz syna 19 marca 1808 roku. Sytuację wykorzystał Napoleon, który zaprosił skłóconą rodzinę królewską do Bajonny, oferując wsparcie w negocjacjach. Na francuskim terytorium zmusił nowo koronowanego Ferdynanda VII do abdykacji na rzecz ojca, który następnie przekazał koronę Napoleonowi na początku maja 1808 roku. Napoleon umieścił na hiszpańskim tronie swojego brata Józefa, który panował od czerwca 1808 do grudnia 1813 roku. Ferdynand VII został uwięziony w Valençay, w tym czasie w Hiszpanii trwała wojna niepodległościowa. Odzyskał wolność i tron w 1813 roku, hiszpański lud witał go z entuzjazmem i nazywał „Upragnionym”. Panował do śmierci w 1833 roku; jego rządy charakteryzowały się powrotem do absolutyzmu i prześladowaniem liberałów i osób sprzyjających Francuzom.

## Okoliczności powstania
Goya wykonał pierwszy oficjalny portret króla Ferdynand VII na koniu krótko po jego wstąpieniu na tron w 1808 roku. Monarcha zgodził się wtedy na dwie krótkie sesje pozowania, które prawdopodobnie były jedynymi, jakich kiedykolwiek udzielił Goi. W okresie okupacyjnych rządów Józefa Bonapartego w Hiszpanii (1808–1813) Goya unikał obowiązków nadwornego malarza i nie pobierał pensji. Po powrocie Ferdynanda VII na tron w 1814 roku wznowił pracę dla dworu. Młody król preferował neoklasyczny styl innego malarza nadwornego – Vicentego Lópeza Portañi (Portret Ferdynanda VII) i nie zamawiał więcej obrazów u Goi, chociaż do końca życia wypłacano artyście pensję. Różne regionalne instytucje wciąż preferowały starszego malarza i jego styl, nie nadążając za zmianami, które dokonywały się na dworze i w sztuce. Dlatego Goya malował liczne portrety króla na zlecenie na podstawie szkiców, które przed wojną zrobił z natury. W ten sposób powstał m.in. Ferdynand VII w płaszczu królewskim i Ferdynand VII w obozie wojskowym. W zależności od zleceniodawców te szablonowe dzieła różnią się jakością i szczegółami, ale twarz i postura króla są na nich zawsze zbliżone.
Ferdynand VII nie cieszył się sympatią wśród poddanych, z winy jego katastrofalnej w skutkach polityki połączonej z dramatycznymi wydarzeniami wojny niepodległościowej. José Gudiol uważa, że Goya przedstawiał Ferdynanda VII zawsze jako osobę antypatyczną i gburowatą. Ograniczał się do odwzorowania jego twarzy o niewdzięcznych rysach i wyniosłej postawy, cech potęgowanych przez kontrast z bogactwem teatralnych strojów. Po powrocie Ferdynanda VII na tron w 1814 roku rozpoczął okres oskarżeń o kolaborację z Francuzami, przesłuchań i czystek na królewskim dworze. Król przeprowadził w swoim otoczeniu proces „puryfikacji”, któremu poddano również Goyę jako nadwornego malarza. Malarz z pewnością musiał ukrywać swoje liberalne poglądy i profrancuskie sympatie, dlatego malowanie karykaturalnego portretu króla byłoby bardzo niebezpieczne. Możliwe, że współczesne wyobrażenie o pięknie i grotesce nie odpowiada temu z początku XIX wieku.
Ten portret został zamówiony w 1814 roku przez radę miasta Santander z przeznaczeniem do sali posiedzeń ratusza. Rada przedstawiła szczegółowe instrukcje co do oczekiwanej kompozycji: Ma to być płótno wysokie na siedem stóp i proporcjonalnie szerokie. Portret powinien być en face i w całej postaci; strój pułkownika gwardii z królewskimi insygniami. Powinien mieć rękę spoczywającą na cokole posągu Hiszpanii ukoronowanego laurem, a na tym cokole będzie berło, korona i płaszcz: u stóp lew trzymający w pazurach zerwane łańcuchy. Prawdopodobnie urząd miasta przygotował te instrukcje wzorując się na posiadanym Portrecie Karola IV Bernarda Martíneza del Barranco. Na tym obrazie Karol IV jest przedstawiony w całej postaci, towarzyszy mu postać kobieca – alegoria Hiszpanii – siedząca na cokole przypominającym zamek lub fortyfikację. Po lewej stronie monarchy leżą berło i korona; a u jego stóp lew, dwa globusy i Słupy Heraklesa. Goyę poproszono również o wykonanie portretu w jak najkrótszym czasie i z dużym podobieństwem. Malarz zgodził się wykonać obraz w piętnaście dni za 8000 reali de vellón płatnych po zakończeniu pracy. Zachowała się szczegółowa dokumentacja tego zamówienia, a także akceptacja malarza i pokwitowanie na uzgodnioną kwotę podpisane przez Goyę i burmistrza Santanderu Juana Nepomucena de Viala 1 grudnia 1814. Po śmierci króla obraz został zapomniany, pojawiły się też wątpliwości co do atrybucji. Kantabryjski malarz Joaquín González Ibaseta (1855–1925) rozpoznał w obrazie dzieło Goi, o czym wspomniał w liście do innego malarza Aureliana de Beruete z 3 kwietnia 1903 roku.

## Opis obrazu
Goya namalował króla dokładnie według instrukcji otrzymanych z Santanderu. Ferdynand VII jest przedstawiony w całej postaci, en face, w mundurze pułkownika gwardii z czerwoną przepaską, biało-niebieską wstęgą Orderu Karola III, Orderem Złotego Runa zawieszonym na szyi i przepisową szablą. Rękę opiera na cokole posągu przedstawiającego Hiszpanię ukoronowaną liściem laurowym. Na cokole znajdują się atrybuty władzy królewskiej: korona, berło i szkarłatny płaszcz z gronostajem. Nad nimi widać zagadkowy przedmiot składający się z dwóch przezroczystych łuków chroniących coś podobnego do kamienia. Na jednej ze ścian cokołu widać medalion z wyrzeźbioną twarzą, być może Herkulesa. U stóp króla leży łagodny lew trzymający zerwane łańcuchy w pazurach i kilka połamanych ogniw. Lew symbolizuje wyzwolenie narodu hiszpańskiego w wyniku wydalenia wojsk francuskich.
Obraz był kilkakrotnie poddawany restauracji. W 1994 roku w tym procesie przeprowadzonym w Muzeum Prado usunięto m.in. czarną farbę domalowaną w tle. W czasie oczyszczania płótna odsłonięto także pentimenti, m.in. w okolicy lewej ręki statui Hiszpanii, z której malarz prawdopodobnie usunął namalowane wcześniej berło i wokół głowy króla, z której usunął wieniec laurowy. Początkowo obie postaci – król i Hiszpania posiadały zarówno berło, jak i laurową koronę. Według historyka sztuki Salvadora Carretera postać kobieca jest alegorią Hiszpanii konstytucyjnej, której ikonografia jest spójna z obrazem Hiszpania, Czas i Historia. Uśmiechnięta Hiszpania z odsłoniętymi piersiami jawi się jako konstytucyjna matka hiszpańskiego ludu, koronująca króla wieńcem laurowym trzymanym w prawej ręce. Jednak Ferdynand VII po powrocie do ojczyzny 24 marca 1814 roku odmówił złożenia przysięgi na konstytucję, dekretem z 11 maja zniósł jej postanowienia i przywrócił monarchię absolutną. Dokonując zmian w symbolach Goya odzwierciedlił nową sytuację polityczną. Jednak jeżeli Goya namalował portret w 15 dni kończąc w grudniu 1814 roku, o czym świadczy pokwitowanie, musiał już od dłuższego czasu wiedzieć o tych zmianach w polityce.
Uwagę zwracają żywe kolory, zwłaszcza czerwień kamizelki i płaszcza. Malując lwa i statuę Hiszpanii Goya zastosował szybkie i zdecydowane pociągnięcia pędzlem, a drobne i dokładne przy twarzy króla. W efekcie statua ma bardziej ożywiony charakter niż statyczna i posągowa postać króla.

## Proweniencja
Obraz był eksponowany w sali posiedzeń ratusza do śmierci króla. 30 października 1948 stał się częścią kolekcji Miejskiego Muzeum Sztuk Pięknych w Santanderze, obecnie Muzeum Sztuki Nowoczesnej i Współczesnej Santanderu i Kantabrii.